# Fire Garden
Fire Garden četvrti je studijski album američkog gitarista Stevea Vaija iz 1996. To je njegov četvrti album ako se ne broji EP Alien Love Secrets koji je bio neko međuizdanje. Fire Garden podijeljen je u dvije faze. Prva faza sastoji se od pjevanja (gdje pozadinske vokale u skladbama "Whookam" i "Fire Garden Suite" pjeva Devin Townsend) i od cjelokupnog instrumentala. Druga faza rezervirana je za Stevea Vaija gdje on vodi glavnu ulogu u pjevanju i sviranju.
Album je trebao izaći kao dvostruko CD izdanje ali umjesto na standardni 74 minutni medij, Steve Vai snima na 80 minutni i izdaje album na jednom CD-u. Na albumu se nalazi 18 pjesama koje je producirao Steve Vai.

## Popis pjesama
Faza prva

1. "There's A Fire In The House"

2. "The Crying Machine"

3. "Dyin' Day"

4. "Whookam"

5. "Blowfish"

6. "The Mysterious Murder Of Christian Tiera's Lover"

7. "Hand On Heart"

8. "Bangkok"

9. "Fire Garden Suite"

- "Bull Whip"
- "Pusa Road"
- "Angel Food"
- "Taurus Bulba"

Faza druga

10. "Deepness"

11. "Little Alligator"

12. "All About Eve"

13. "Aching Hunger"

14. "Brother"

15. "Damn You"

16. "When I Was A Little Boy"

17. "Genocide"

18. "Warm Regards"